# Elizabeth Gardner (Freestyle-Skierin)
Elizabeth Gardner (* 4. September 1980 in Melbourne) ist eine ehemalige australische Freestyle-Skierin, die auf die Disziplin Aerials (Springen) spezialisiert war. Sie nahm an zwei Olympischen Winterspielen und vier Freestyle-Skiing-Weltmeisterschaften teil.

## Werdegang
Gardner nahm im September 2001 im Mount Buller erstmals am Freestyle-Skiing-Weltcup teil, wobei sie die Plätze 25 und 21 errang. Zu Beginn der Saison 2002/03 erreichte sie dort mit dem Plätzen neun und fünf ihre ersten Top-Zehn-Platzierungen im Weltcup und kam im weiteren Saisonverlauf dreimal unter die ersten Zehn. Sie belegte damit den 20. Platz im Gesamtweltcup sowie den zehnten Platz im Aerials-Weltcup. Beim Saisonhöhepunkt, den Weltmeisterschaften 2003 in Deer Valley, wurde sie Zehnte. In der Saison 2003/04 belegte sie mit sieben Top-Zehn-Platzierungen den achten Platz im Aerials-Weltcup. Dabei erreichte sie mit dritten Plätzen in Fernie sowie in Sauze d’Oulx ihre einzigen Podestplatzierungen im Weltcup. In der folgenden Saison kam sie auf den 12. Platz im Aerials-Weltcup und bei den Weltmeisterschaften 2005 in Ruka auf den sechsten Rang. Nachdem Plätzen 23 und 17 am Mount Buller zu Beginn der Saison 2005/06, errang sie mit vier Top-Zehn-Platzierungen den 15. Platz im Aerials-Weltcup und bei den Olympischen Winterspielen 2006 in Turin den 23. Platz. 
In der Saison 2006/07 sprang Gardner auf den 14. Platz im Aerials-Weltcup und bei den Weltmeisterschaften 2007 in Madonna di Campiglio auf den zehnten Rang. In der folgenden Saison kam sie bei zehn Teilnahmen im Weltcup achtmal unter die ersten Zehn und wurde damit Achte im Aerials-Weltcup. In der Saison 2008/09 und 2009/10 sprang sie jeweils auf den 19. Platz im Aerials-Weltcup. Zudem belegte sie bei den Weltmeisterschaften 2009 in Inawashiro den 20. Platz und bei den Olympischen Winterspielen 2010 in Vancouver den 12. Rang. Ihren 72. und damit letzten Weltcup absolvierte sie im Januar 2010 in Mont Gabriel, welchen sie auf dem vierten Platz beendete. 

## Erfolge

### Olympische Spiele
- 2006 Turin: 23. Platz Aerials
- 2010 Vancouver: 12. Platz Aerials

### Weltmeisterschaften
- 2003 Deer Valley: 10. Platz Aerials
- 2005 Ruka: 6. Platz Aerials
- 2007 Madonna di Campiglio: 10. Platz Aerials
- 2009 Inawashiro: 20. Platz Aerials

### Weltcupwertungen
| Saison  | Gesamt | Gesamt | Aerials | Aerials |
| Saison  | Platz  | Punkte | Platz   | Punkte  |
| ------- | ------ | ------ | ------- | ------- |
| 2001/02 | 58.    | 24     | 32.     | 120     |
| 2002/03 | 20.    | 73     | 10.     | 440     |
| 2003/04 | 24.    | 33     | 8.      | 400     |
| 2004/05 | 36.    | 22     | 12.     | 270     |
| 2005/06 | 49.    | 18     | 15.     | 202     |
| 2006/07 | 38.    | 18     | 14.     | 110     |
| 2007/08 | 28.    | 29     | 8.      | 263     |
| 2008/09 | 56.    | 17     | 19.     | 116     |
| 2009/10 | 57.    | 12     | 19.     | 75      |